# Коловрат (символ)

Правосторонний «коловрат»

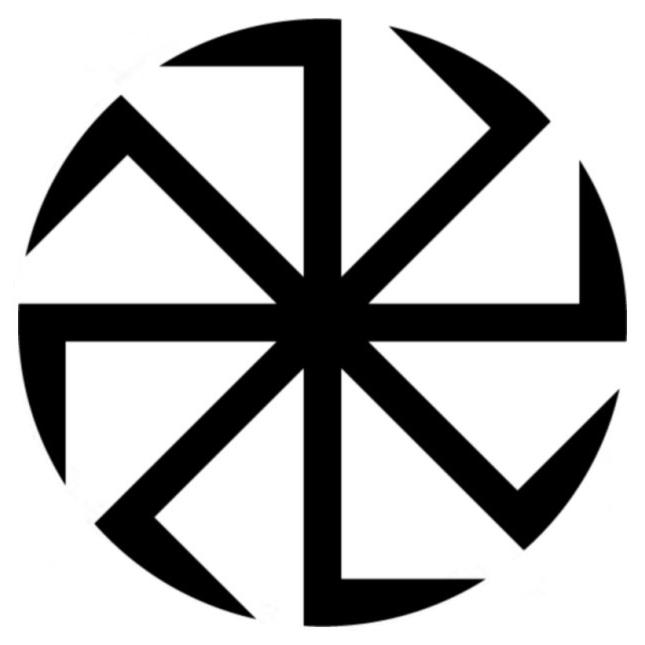
Левосторонний «коловрат»

«Коловра́т», реже «коловоро́т» (иногда «колядник», под которой может пониматься близкая или идентичная фигура; «ладинец», «солнцеворот») — символ, восьмилучевая право- и левосторонняя свастика (двойная свастика) в русском неонацизме, национализме и славянском неоязычестве (родноверии), где считается главным древнеславянским или «арийским» («славяно-арийским») символом, связанным с солнцем. Наиболее распространённый символ славянского неоязычества. Реже «коловратом» называется шести- или четырёхлучевая свастика, в последнем случае идентичная хакенкройцу.
Символ был создан в конце XX века. В историческом прошлом известны фигуры, внешне близкие к «коловрату», но в качестве символа, знака, фигуры с данным значением, «коловрат» исторически не известен; наименование схожих фигур «коловратом» в аутентичных источниках не известно.

## Происхождение
Восьмилучевая вариация свастики («»), внешне близкая к более позднему символу «коловрат», встречается в 1923 году на одной из гравюр по языческим мотивам польского художника Станислава Якубовского. Сам он называл символ «солнышко» (пол. słoneczko). Его рисунки являются художественным вымыслом. Религиовед A. B. Гайдуков отмечает, что, несмотря на внешнюю схожесть фигуры Якубовского с «коловратом», символом «коловрат» она не является, и Якубовский не может считаться автором данного символа.
В 1990-е годы наименование свастики «коловратом» встречается у двух неонацистских групп: в начале 1990-х годов у РНЕ и в 1997 году у музыкальной группы «Коловрат». Русские неоязычники и неонацисты используют термин «коловрат» и «солнцеворот» как эвфемизмы для свастики.

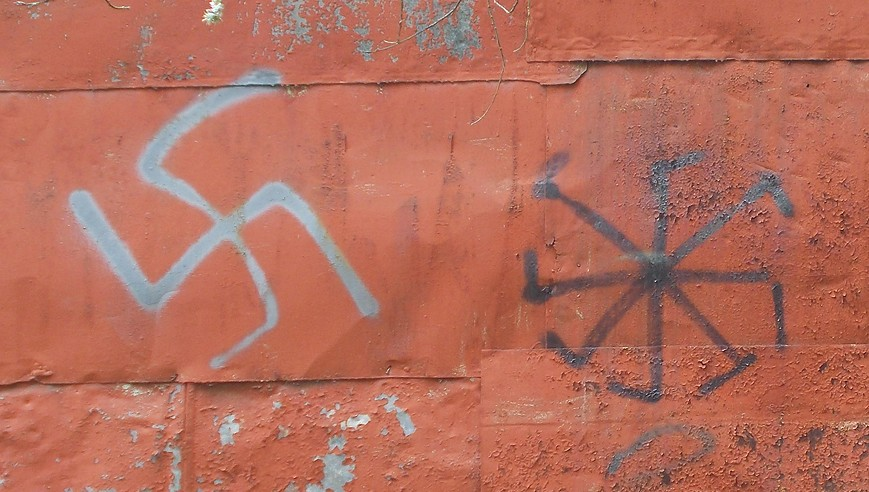
Четырёхлучевая свастика и «коловрат», граффити

Сам символ появился в результате размышлений и обсуждений в русской неоязыческой среде. Одним из двух вероятных авторов «коловрата» как символа является бывший диссидент и один из основателей русского неоязычества Алексей Добровольский (Доброслав); другим автором мог быть неоязыческий идеолог Вадим Казаков, с которым Доброслав состоял в общении в том числе по этому вопросу; создание символа относится примерно к 1994 году, когда сформировалась и другая русская неоязыческая символика. В 1994 году Доброслав рисует символ в своих письмах. В том же 1994 году выходит «Именослов» Казакова, где появляется «коловрат», золотой на красном фоне.
Добровольский ввёл восьмилучевой «коловрат» как символ «возрождающегося язычества». По мнению историка и религиоведа Р. В. Шиженского, Добровольский воспринял значение свастики из работы «Хроника Ура-Линда» нацистского идеолога Германа Вирта, первого руководителя Аненербе. Основной символ язычества, утверждённый Добровольским — восьмилучевой гаммадион (свастика) в круге, первоначально был предложен и, предположительно, создан Виртом, которым он трактовался в качестве древнейшего.
Распространителями символа «коловрат» стал Вадим Казаков, а в дальнейшем другой неоязыческий автор Илья Черкасов (Велеслав).

## Значение

Вариант «коловрата», оформленный как флаг

Алексей Добровольский считал восьмилучевой «коловрат» языческим знаком солнца, и в 1996 году объявил его символом бескомпромиссной «национально-освободительной борьбы» против «жидовского ига». По мнению Добровольского, смысл «коловрата» полностью совпадает со смыслом нацистской свастики.
Также в интерпретации родноверов шести- или восьмилучевая свастика («коловрат») является ключевым символом связи с высшим миром. Он может связываться с циклическим коловращением времени и пространства.
В среде русских националистов популярна идея, что немецкие нацисты якобы украли свою символику, включая «коловрат», а также саму «ведическую религию» (одно из самоназваний славянского неоязычества) у славян. Главным для многих русских неоязычников выступает праздник Купалы, связанный с летним солнцестоянием. В неоязыческой среде он называется «солнцеворотом» и ассоциируется с символом «коловратом».

## Распространение

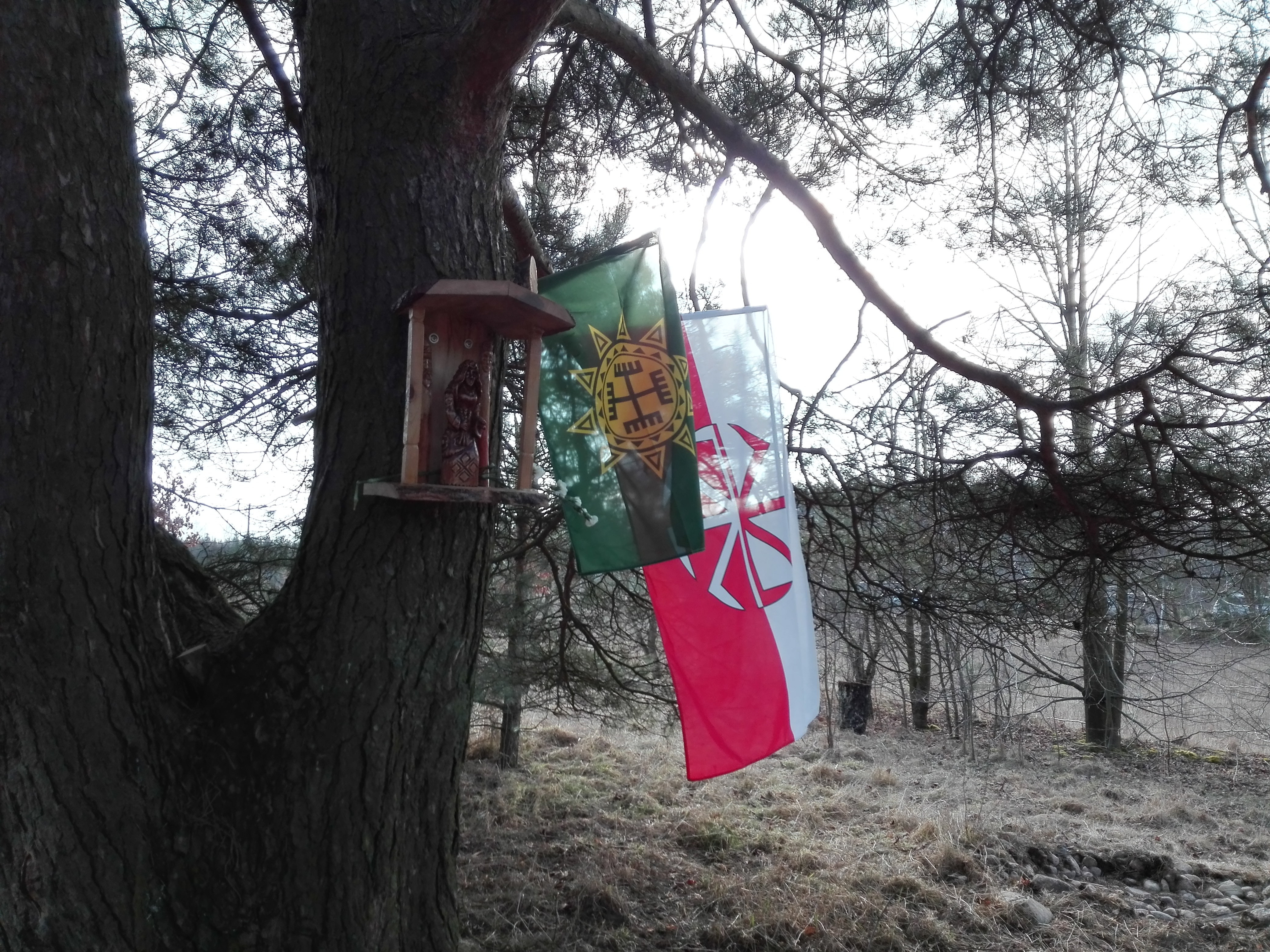
«Коловрат» на флаге Польши у святилища матери Мокоши польских родноверов

«Коловрат» преобладает в символическом поле славянского неоязычества и маркирует его религиозную и групповую идентичность.
В 1997 году съезд РНЕ учредил Общероссийское военно-патриотическое движение «Коловрат», председателем которого был избран руководитель РНЕ по Московскому региону К. И. Никитенко. Большинство молодёжных спортивных клубов этого движения также имели название «Коловрат». Четырёхлучевая свастика, вписанная в Вифлеемскую звезду, на эмблеме РНЕ также называется «коловратом». Такое именование свастики РНЕ может называться ошибочным.
Одна из наиболее популярных среди скинхедов рок-групп, появившаяся в 1994 году, в 1997 году была переименована в «Коловрат». Участники выражают веру в грядущее торжество «белого мира», призывают «арийцев» к «расовой войне».
К началу 2000-х годов «коловрат» становится символом всего славянского нового язычества, в том числе у русских, польских, сербских и др. последователей.

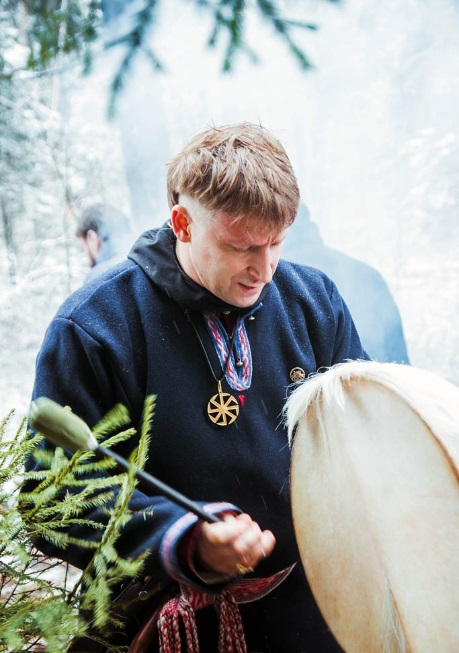
Максим Ионов (Белояр), глава ССО СРВ

В 2001 году родноверческое объединение «Союз славянских общин славянской родной веры» (ССО СРВ) сделало восьмилучевую свастику-«коловрат» («колядник») своей эмблемой, вместе со сдвоенной якобы «славянской руной» «Сила», повторяющей символ СС.
Подразделение РНЕ в Эстонии было официально зарегистрировано с названием «Коловрат» и издавало в 2001 году одноимённую экстремистскую газету.
Название «коловрат» (или «коловорот») используется в наименованиях ряда неоязыческих общин: «Коловорот», Славянская языческая община «Рать Коловрата» (Венёв), Московский ведический центр «Коловрат» (глава Фёдор Разоренов — Ладомир), неоязыческий клуб «Коловрат» (Чехов), развивающий боевые искусства, группа (община) «Коловрат» (главы Д. Баранов — Добромир и А. Шошниковым), в 2000 году отделившаяся от общины «Наследие» (в свою очередь выделившаяся из Московской славянской языческой общины). Группа скинхедов «Солнцеворот» Артёма Талакина (Лютый) была молодёжным крылом петербургского неоязыческого «Союза венедов»; сам Талакин некоторое время желал стать признанным вождем скинхедов; он обучил до 300 подростков.
«Коловрат» изображён на щите князя Святослава на памятнике князю (2005) работы Вячеслава Клыкова. Композиция включает также фигуру поверженного хазара-иудея, иллюстрируя конспирологический хазарский миф.
«Коловрат» стал одним из популярных символов на «Русском марше» — ежегодных шествиях и митингах русских националистических организаций и движений. На прошедшем 4 ноября 2013 года в Санкт-Петербурге «Русском марше» принимали участие представители неоязыческого объединения «Схорон еж словен» во главе со своим верховным жрецом Владимиром Голяковым (Богумилом Вторым Голяком). По инициативе Голякова в резолюцию марша были включены слова об «освобождении славян от инородной оккупации». На прошедшем 4 ноября 2013 года в Москве «Русском марше» впервые присутствовала отдельная колонна родноверов. На «Русском марше» в Люблино (Москва) доминировала неоязыческая символика, включая «коловрат».
В вооружённом конфликте на востоке Украины пророссийские и украинские родноверы в качестве военного символа часто используют восьмилучевой «коловрат». Он помещён на шевронах бойцов ДШРГ «Русич». На эмблеме ДШРГ «Ратибор» находятся «коловрат» и череп. По словам командира Алексея Мильчакова, «Русич» состоит «из националистов-родноверов… добровольцев из России и Европы» и действует как «замкнутый коллектив» и является подразделением, в котором русские националисты получают боевую подготовку.
Брентон Таррант, террорист, в 2019 году убивший 51 человека в мечетях Крайстчерча в Новой Зеландии, имел при себе жетон с изображением «коловрата» в числе других неонацистских символов.
По результатам опросов 2019 года «коловрат» («коловорот») является одним из наиболее употребляемых названий родновеческих символов.
«Коловрат» включён в раздел с символикой движений базы символов ненависти, широко используемых на Украине, созданной 2021 году Украинским Хельсинкским союзом по правам человека.

Четырёхлучевая свастика, вписанная в Вифлеемскую звезду, на эмблеме РНЕ, также называемая «коловратом»[35]
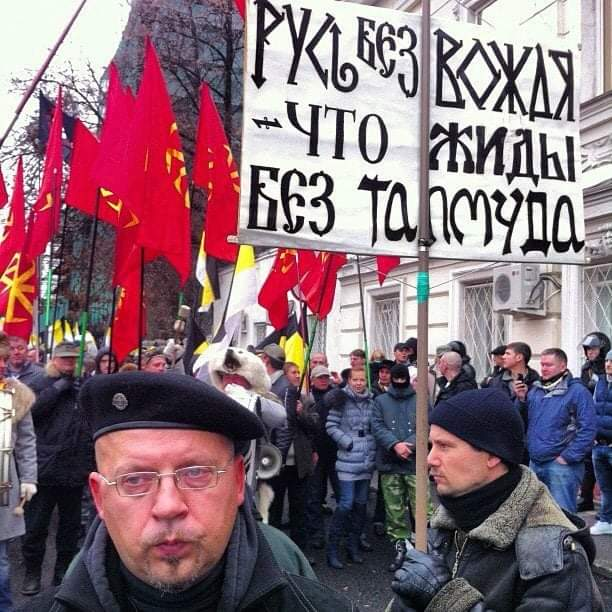
«Русский марш» в 2012 году в Москве, антисемитский плакат на фоне флагов с «коловратом»
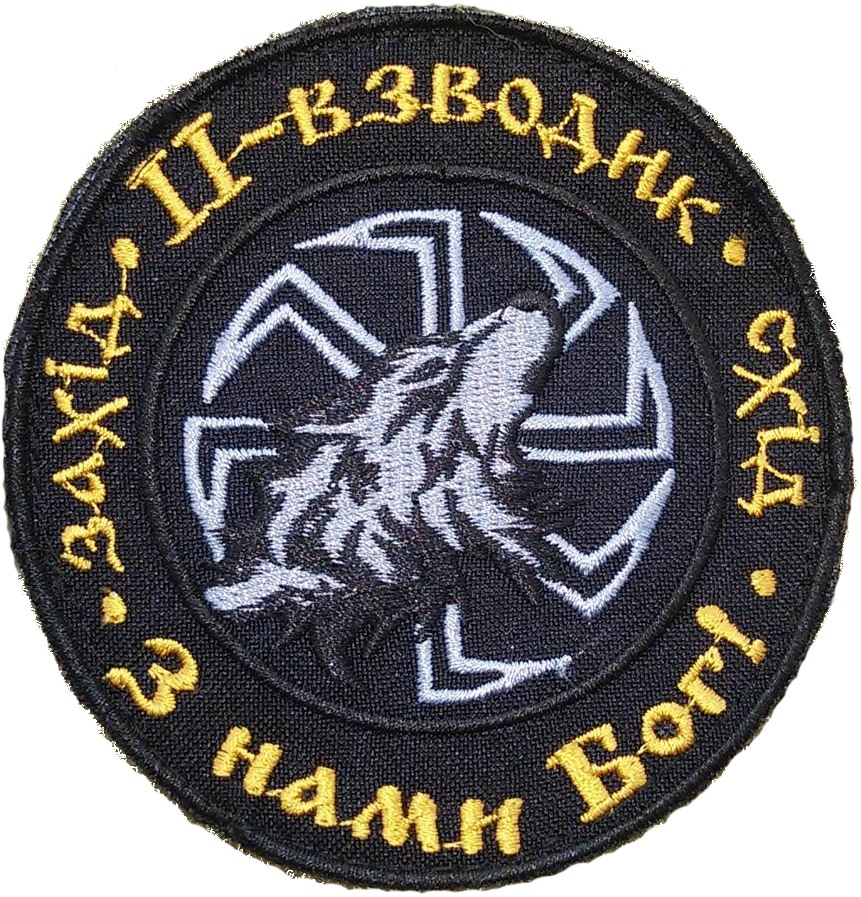
Нарукавная нашивка второго взвода украинского батальона «Донбасс»
Символика ДШРГ «Русич»
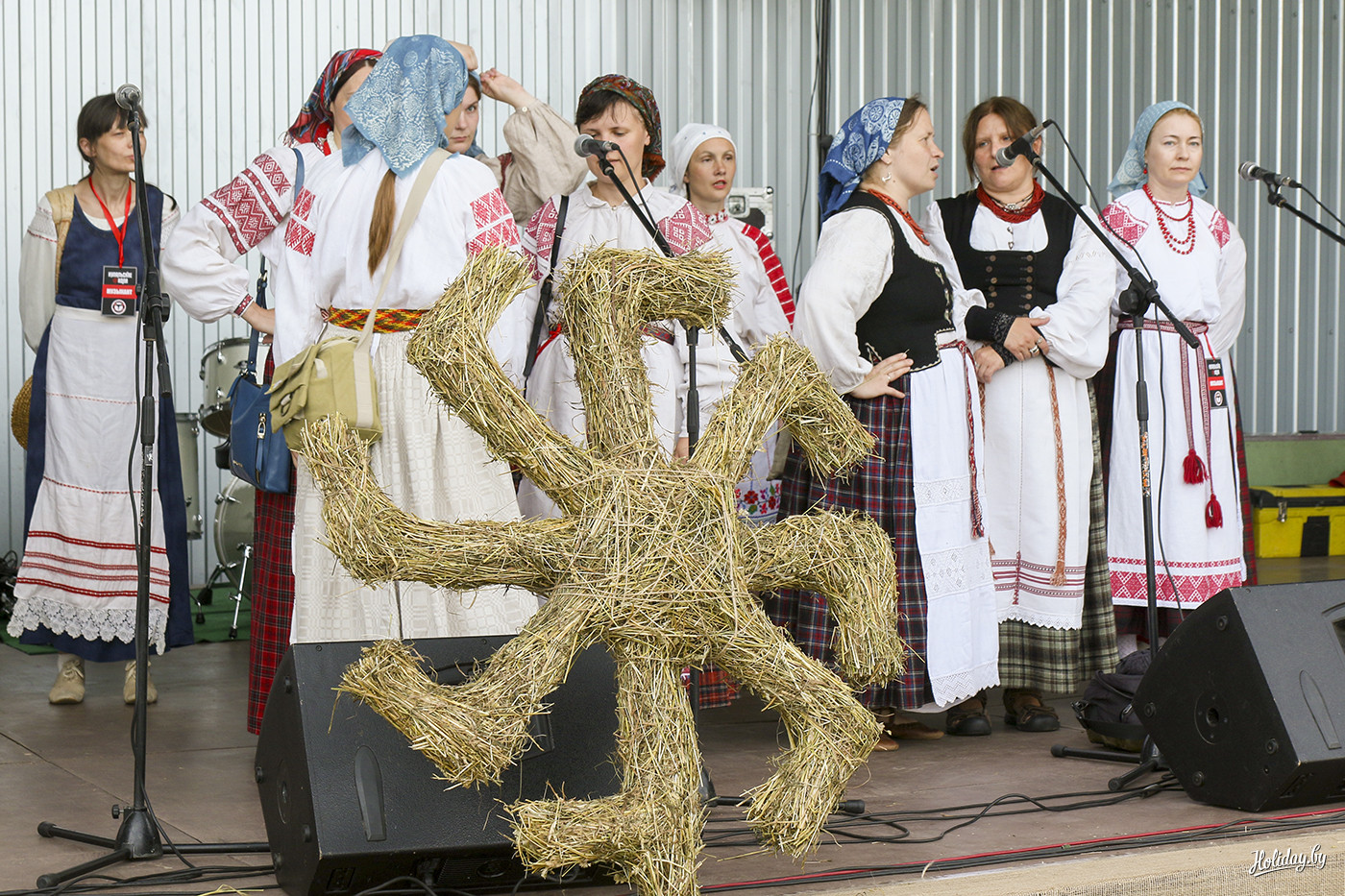
На празднике Купалье в Беларуси, 2019
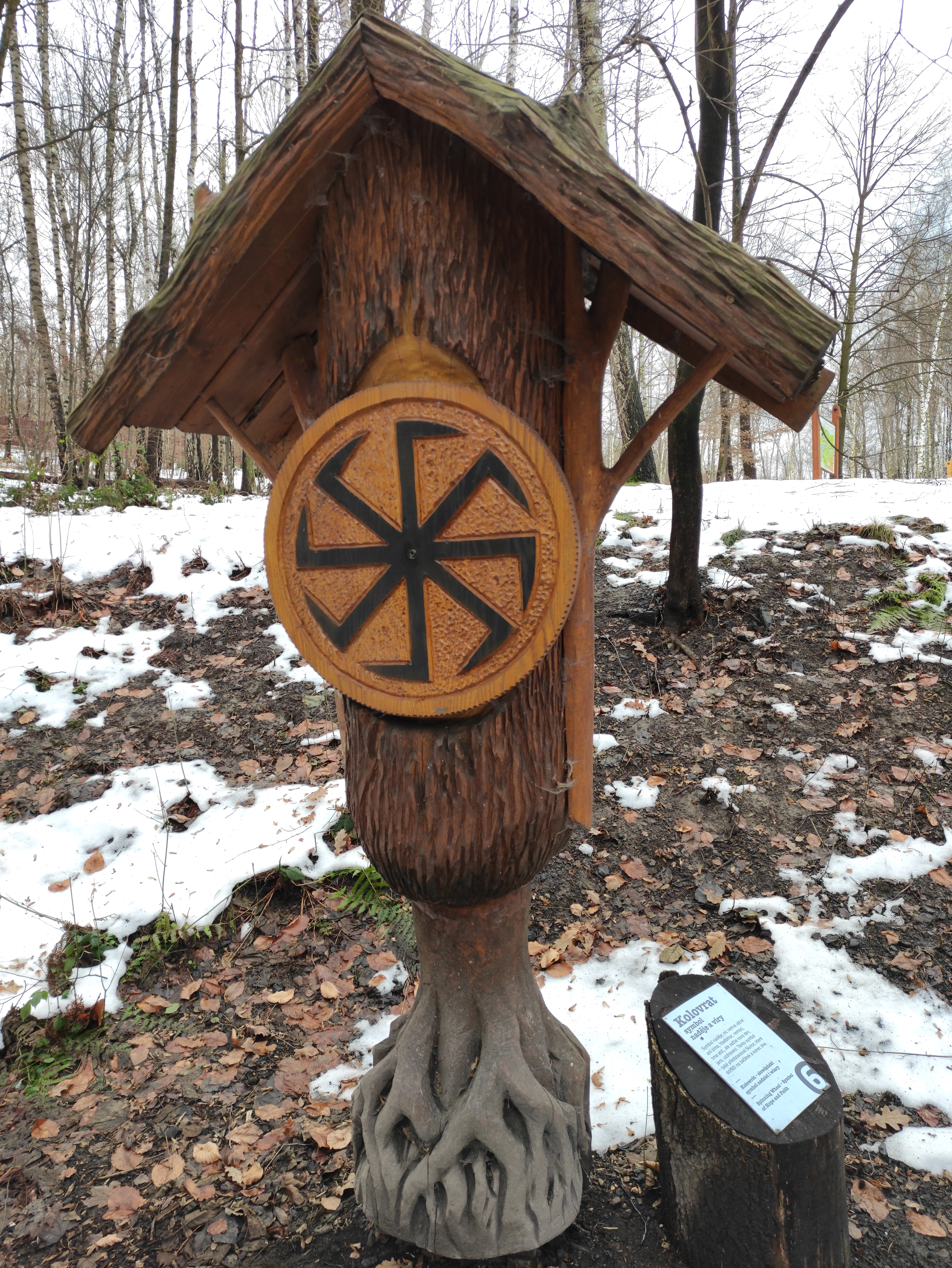
Одна из скульптур[чеш.], установленных на образовательной тропе[англ.] в Остравском зоопарке и ботаническом саду в Чехии
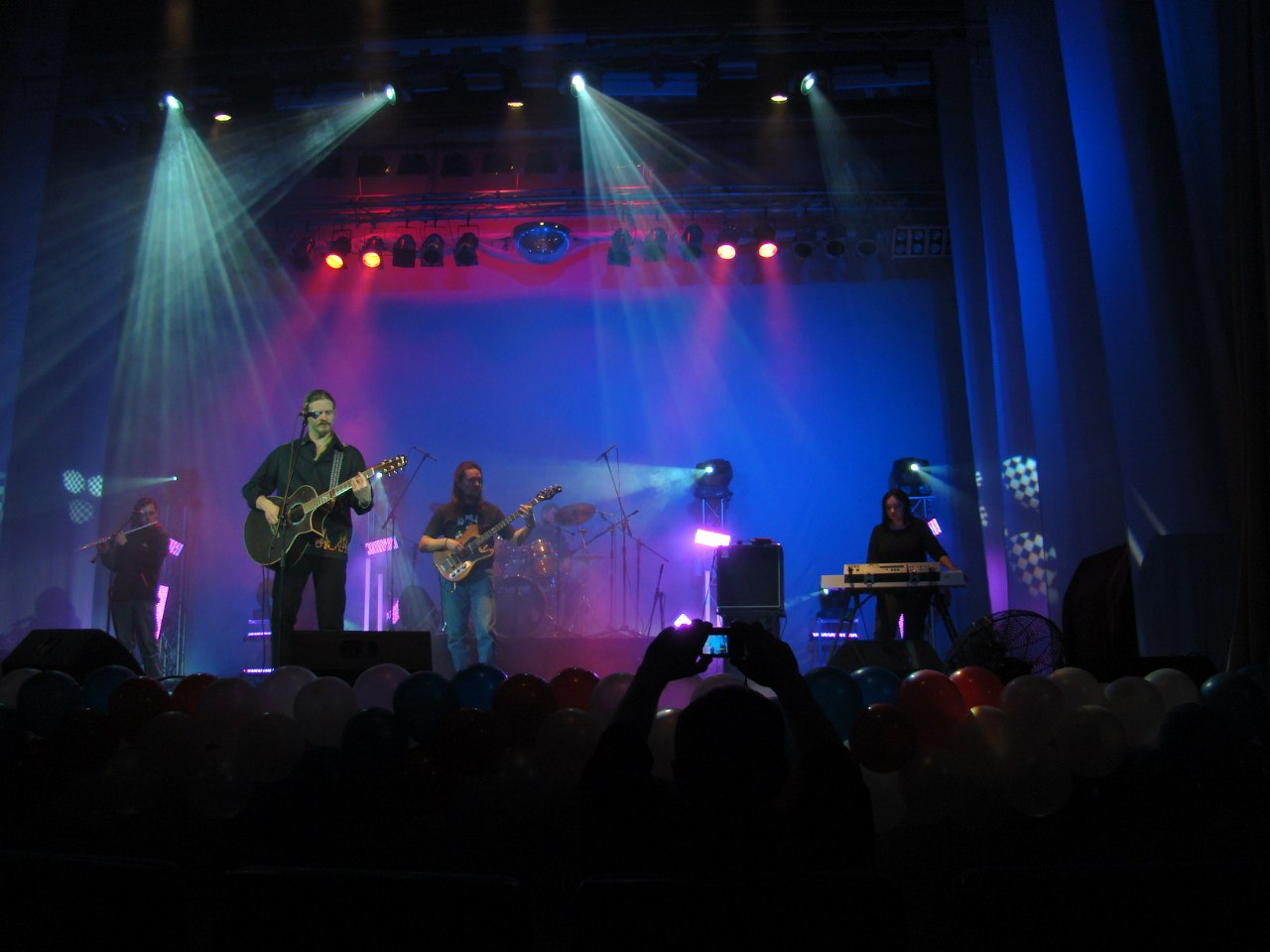
Левосторонняя свастика на обложке альбома группы Алиса —  «Солнцеворот»
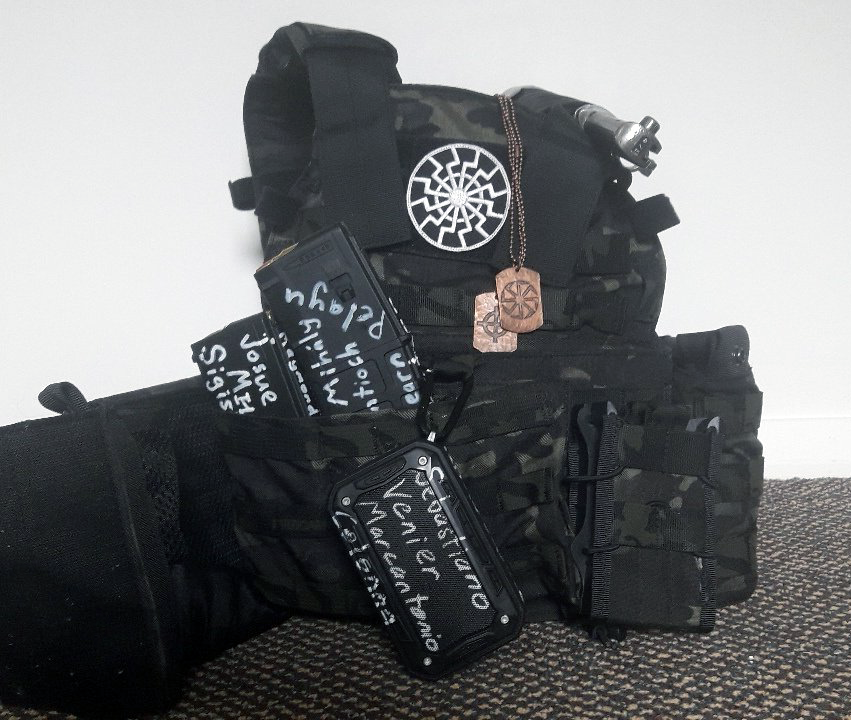
Бронеразгрузка Брентона Тарранта, которая была на нём во время совершения им массового убийства в мечетях Крайстчерча; с «чёрным солнцем», «коловратом» и кельтским крестом.

## Исторический контекст
Четырёх-, восьмилучевая свастика и некоторые другие её варианты встречаются в славянской культуре, но символ «коловрат» — знак, фигура с данным значением, в традиционной культуре отсутствует.
Родноверами утверждается, что корень слова «коло» в древнерусском языке означал «солнце», однако не существует ни одного этнографического источника, подтверждающего это значение. «Коло» в славянских языках имеет иные значения. Вторая часть слова «-врат» — неполногласная, что означает её происхождение из церковнославянского языка, а не из древнерусского.
Родственное слово «колесо» для называния шести- и восьмиконечных розеткообразных символов-оберегов, например, «громовое колесо», присутствует в аутентичном фольклоре, в частности, Русского Севера.

## Законодательный запрет демонстрации в России
В России пропаганда или демонстрация символа может преследоваться по статье 20.3 КоАП РФ («Пропаганда либо публичное демонстрирование нацистской атрибутики или символики, либо атрибутики или символики, сходных с нацистской атрибутикой или символикой до степени смешения…»), а также может быть поводом для проверки по статье об экстремизме. Изображение фигуры человека с «коловратом» упоминается в судебном решении от 02.11.2010, на основании которого оно включено в Федеральный список экстремистских материалов за номером 947:

Изображение фигуры человека, правая рука которого вытянута в традиционном нацистском приветствии, с наличием изображения, сходного с нацистской символикой до степени смешения (коловрат) и кельтского креста.
Судами и привлечёнными экспертами «коловрат» может рассматриваться как символ, сходный с нацистской свастикой до степени смешения. Так, в 2019 году Заводский районный суд Кемерова оштрафовал жреца кемеровской общины родноверов на основании заключения эксперта (кандидата исторических наук из КемГМУ), согласно которому использованное обвиняемым изображение содержит украшение в виде «псевдоисторического славянского солярного символа» — «коловрата», представляющего собой «свастическое изображение с 8 концами-крюками, направленными против часовой стрелки» и являющееся замаскированной нацистской свастикой, сходной с оригиналом до степени смешения, а также на основании ещё одного исследования, согласно которому символ похож на две совмещённые свастики и, несмотря на незначительные отличия, в целом ассоциируется с нацистской символикой. Эксперт отметил также, что «колядник» (термин, которым обвиняемый назвал «коловрат»), «коловрат» и другие подобные свастические символы не являются историческими и отсутствовали у славянских народов. 20 сентября 2020 года Вахитовский районный суд Казани оштрафовал жителя Казани, который был одет в толстовку с изображением «коловрата»: «Согласно заключению эксперта символ „коловрат“… является сходным со свастикой до степени смешения и в таком своем качестве подлежит идентификации как знак, реабилитирующий и героизирующий нацизм».
В феврале 2020 года была принята поправка к статье КоАП, требующая от обвинителя доказывать наличие пропаганды или оправдания нацистской или экстремистской идеологии; де-факто эта поправка может не применяться. К демонстрации относится, в частности, наличие символа на одежде и вещах, публикация в интернет фотографий и картинок с символом, их репосты в соцсетях.
Правонарушение по статье 20.3 КоАП РФ влечет за собой наложение административного штрафа на граждан в размере от одной до двух тысяч рублей с конфискацией предмета административного правонарушения либо административный арест на срок до пятнадцати суток с такой же конфискацией. Кроме того, признанный виновным не может быть выдвинут на выборах и попадает в поле зрения Центра «Э» МВД России.
По мнению правозащитников, левосторонний «коловрат» легко отличим от нацистской свастики, а признание «изображения экстремистским не означает запрета на распространение всех его составных частей».